# Armando Obispo
Armando Obispo (Boxtel, 5 marzo 1999) è un calciatore olandese, difensore del PSV.

## Caratteristiche tecniche
È un difensore centrale abile nell'impostazione della manovra e in possesso di un buon fisico.

## Carriera

### Club
Cresciuto nel settore giovanile del PSV, ha esordito in prima squadra il 17 marzo 2018, nella partita di campionato vinta per 3-0 contro il VVV-Venlo.
Il 19 giugno 2019 passa in prestito stagionale al Vitesse.

### Nazionale
Ha giocato in tutte le nazionali giovanili olandesi (dall'Under-15 fino all'Under-21).

## Statistiche

### Presenze e reti nei club
Statistiche aggiornate al 25 aprile 2024.
| Stagione        | Squadra         | Campionato      | Campionato | Campionato | Coppe nazionali | Coppe nazionali | Coppe nazionali | Coppe europee | Coppe europee | Coppe europee | Altre coppe | Altre coppe | Altre coppe | Totale | Totale |
| Stagione        | Squadra         | Comp            | Pres       | Reti       | Comp            | Pres            | Reti            | Comp          | Pres          | Reti          | Comp        | Pres        | Reti        | Pres   | Reti   |
| --------------- | --------------- | --------------- | ---------- | ---------- | --------------- | --------------- | --------------- | ------------- | ------------- | ------------- | ----------- | ----------- | ----------- | ------ | ------ |
| 2016-2017       | Jong PSV        | EED             | 3          | 0          | -               | -               | -               | -             | -             | -             | -           | -           | -           | 3      | 0      |
| 2017-2018       | Jong PSV        | EED             | 21         | 2          | -               | -               | -               | -             | -             | -             | -           | -           | -           | 21     | 2      |
| 2018-2019       | Jong PSV        | EED             | 12         | 0          | -               | -               | -               | -             | -             | -             | -           | -           | -           | 12     | 0      |
| 2020-2021       | Jong PSV        | EED             | 4          | 0          | -               | -               | -               | -             | -             | -             | -           | -           | -           | 4      | 0      |
| Totale Jong PSV | Totale Jong PSV | Totale Jong PSV | 40         | 2          |                 | -               | -               |               | -             | -             |             | -           | -           | 40     | 2      |
| 2017-2018       | PSV             | ED              | 2          | 0          | CO              | 0               | 0               | UEL           | -             | -             | -           | -           | -           | 2      | 0      |
| 2018-2019       | PSV             | ED              | 0          | 0          | CO              | 1               | 0               | UCL           | 0             | 0             | -           | -           | -           | 1      | 0      |
| 2019-2020       | Vitesse         | ED              | 26         | 0          | CO              | 2               | 0               | -             | -             | -             | -           | -           | -           | 28     | 0      |
| 2020-2021       | PSV             | ED              | 5          | 0          | CO              | 0               | 0               | -             | -             | -             | -           | -           | -           | 5      | 0      |
| 2021-2022       | PSV             | ED              | 17         | 1          | CO              | 2               | 0               | UCL+UEL       | 3+4           | 0             | SO          | 1           | 0           | 28     | 1      |
| 2022-2023       | PSV             | ED              | 22         | 2          | CO              | 0               | 0               | UCL+UEL       | 4+6           | 1+0           | SO          | 1           | 0           | 33     | 3      |
| 2023-2024       | PSV             | ED              | 9          | 0          | CO              | 0               | 0               | UCL           | 2             | 0             | SO          | 0           | 0           | 11     | 0      |
| Totale PSV      | Totale PSV      | Totale PSV      | 55         | 3          |                 | 3               | 0               |               | 19            | 1             |             | 2           | 0           | 80     | 4      |
| Totale carriera | Totale carriera | Totale carriera | 112        | 5          |                 | 5               | 0               |               | 19            | 1             |             | 2           | 0           | 147    | 6      |

## Palmarès

### Club

#### Competizioni nazionali
- Campionato olandese: 3

PSV: 2017-2018, 2023-2024, 2024-2025
- Supercoppa dei Paesi Bassi: 3

PSV: 2021, 2023, 2025
- Coppa dei Paesi Bassi: 2

PSV: 2021-2022, 2022-2023